# Seimsdalen
Seimsdalen är en tätort i Årdals kommun i Vestland fylke i västra Norge. Orten ligger vid fylkesväg 5633, på norra sidan av Årdalsfjorden.